# Flujo potencial alrededor de un cilindro circular

En matemáticas, flujo potencial alrededor de un cilindro circular es una solución clásica para el flujo de un fluido  no viscoso,  incompresible alrededor de un cilindro que es transversal al flujo. Lejos del cilindro, el flujo es unidireccional y uniforme. El flujo no tiene vorticidad y, por tanto, el  campo de velocidades es irrotacional y puede modelizarse como un flujo potencial. A diferencia de un fluido real, esta solución indica una resistencia neta nula sobre el cuerpo, resultado conocido como Paradoja de D'Alembert.

## Solución matemática
.
.

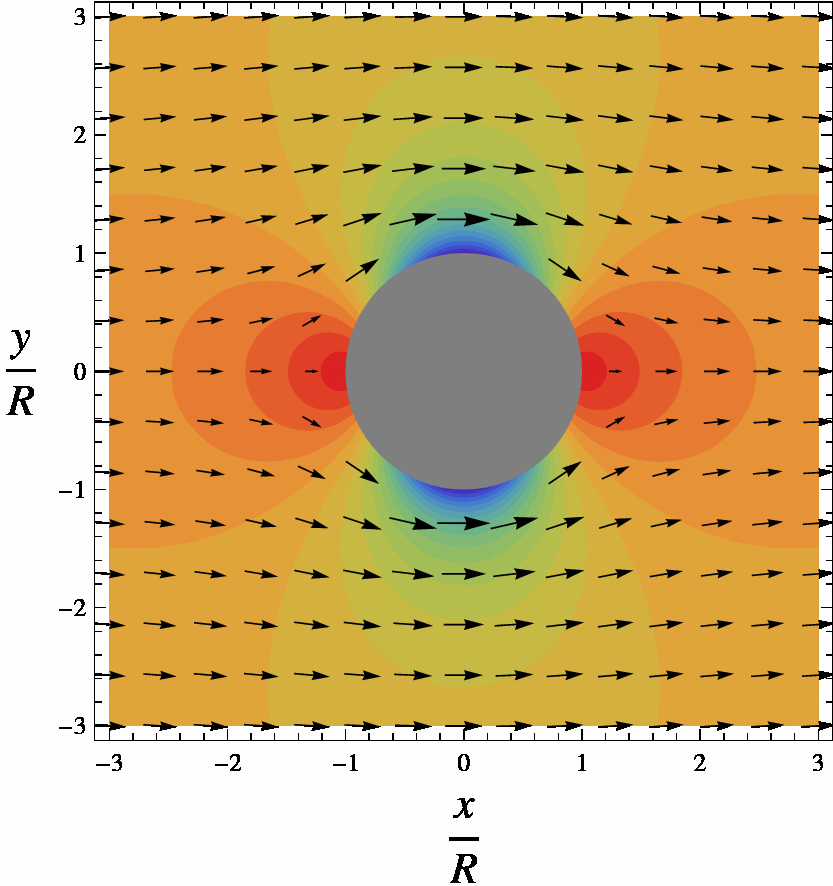
Colores: campo de presión. Rojo es alta y azul es baja. Vectores de velocidad

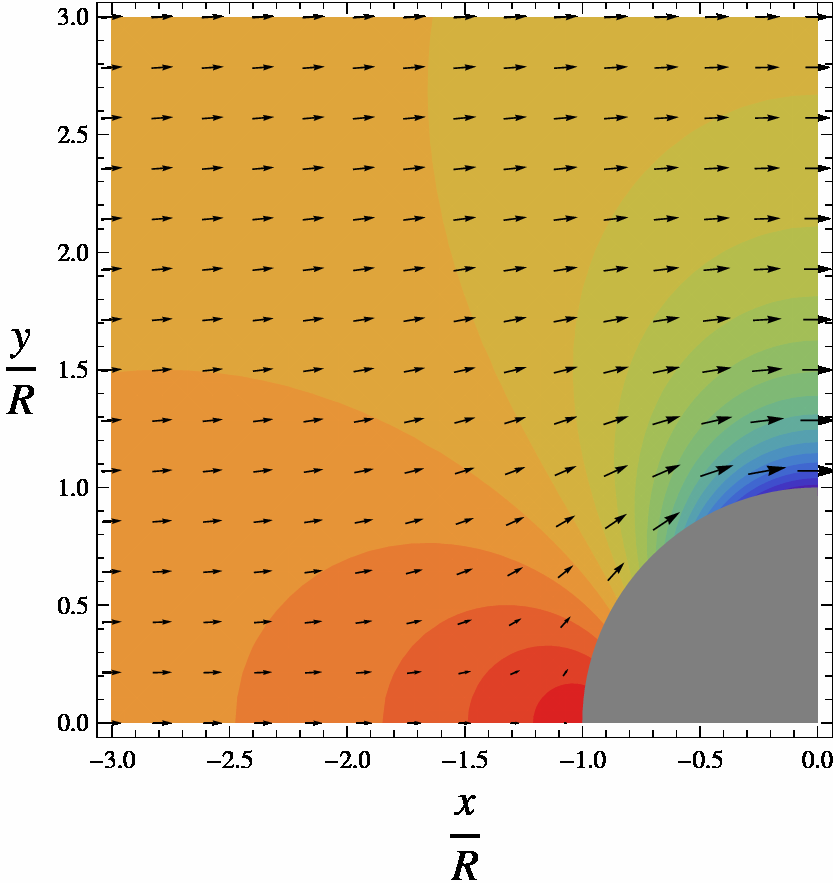
Vista en primer plano de un cuadrante del flujo. Colores: campo de presión. Rojo es alta y azul es baja. Vectores de velocidad

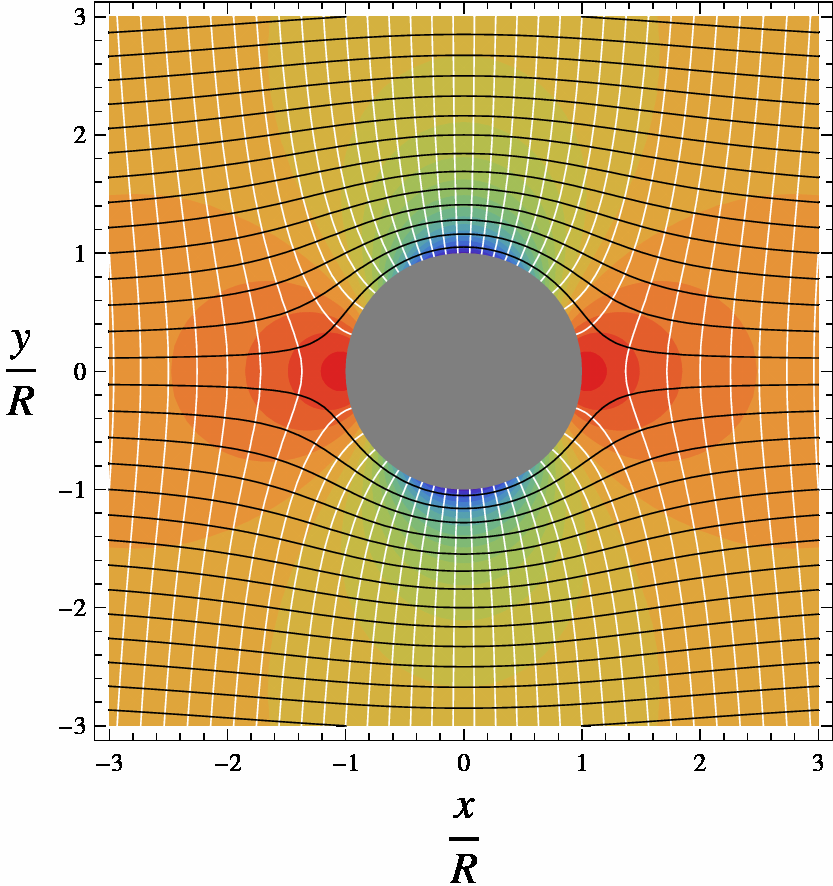
Campo de presión (colores), función de flujo (negro) con intervalo de contorno de 0.2Ur de abajo a arriba, potencial de velocidad (blanco) con intervalo de contorno 0.2Ur de izquierda a derecha

Un cilindro (o disco) de radio R se coloca en un flujo bidimensional, incompresible y no viscoso. El objetivo es encontrar el vector velocidad constante V y la presión p en un plano, con la condición de que lejos del cilindro el vector velocidad (relativo a vector unitario i y j) sea:
{\displaystyle \mathbf {V} =U\mathbf {i} +0\mathbf {j} \,,}
donde U es una constante, y en el límite del cilindro
{\displaystyle \mathbf {V} \cdot \mathbf {hatn} =0\,,}
donde n̂ es el vector normal a la superficie del cilindro. El flujo aguas arriba es uniforme y no tiene vorticidad. El flujo es no viscoso, incompresible y tiene densidad de masa constante ρ. Por lo tanto, el flujo permanece sin vorticidad y se dice que es irrotacional, con ∇ × V = 0 en todas partes. Siendo irrotacional, debe existir un potencial de velocidad φ:
{\displaystyle \mathbf {V} =\nabla \phi \,.}
Siendo incompresible, ∇ - V = 0, por lo que φ debe satisfacer la ecuación de Laplace:
{\displaystyle \nabla ^{2}\phi =0\,.}
La solución para φ se obtiene más fácilmente en coordenadas polares r y θ, relacionadas con las coordenadas cartesianas convencionales por x = r cos θ y y = r sen θ. En coordenadas polares, la ecuación de Laplace es:
{\displaystyle {\frac {1}{r}}{\frac {\partial }{\partial r}}\left(r{\frac {\partial \phi }{\partial r}}\right)+{\frac {1}{r^{2}}}{\frac {\partial ^{2}\phi }{\partial \theta ^{2}}}=0\,.}
La solución que satisface las condiciones de contornos es
{\displaystyle \phi (r,\theta )=Ur\left(1+{\frac {R^{2}}{r^{2}}}\right)\cos \theta \,.}
Las componentes de la velocidad en coordenadas polares se obtienen a partir de las componentes de ∇φ en coordenadas polares:
{\displaystyle V_{r}={\frac {\partial \phi }{\partial r}}=U\left(1-{\frac {R^{2}}{r^{2}}}\right)\cos \theta }
y
{\displaystyle V_{\theta }={\frac {1}{r}}{\frac {\partial \phi }{\partial \theta }}=-U\left(1+{\frac {R^{2}}{r^{2}}}\right)\sin \theta \,.}
Al ser no viscosa e irrotacional, la ecuación de Bernoulli permite obtener la solución para el campo de presiones directamente a partir del campo de velocidades:
{\displaystyle p={\tfrac {1}{2}}\rho \left(U^{2}-V^{2}\right)+p_{\infty },}
donde las constantes U y p∞ aparecen para que p → p∞ lejos del cilindro, donde V = U. Usando V2 = Vr2 + V2
θ,
{\displaystyle p={\tfrac {1}{2}}\rho U^{2}\left(2{\frac {R^{2}}{r^{2}}}\cos(2\theta )-{\frac {R^{4}}{r^{4}}}\right)+p_{\infty }\,.}
En las figuras, el campo coloreado denominado "presión" es un gráfico de
{\displaystyle 2{\frac {p-p_{\infty }}{\rho U^{2}}}=2{\frac {R^{2}}{r^{2}}}\cos(2\theta )-{\frac {R^{4}}{r^{4},}}.}
En la superficie del cilindro, es  decir, cuando r = R, la presión varía desde un máximo de 1 (mostrado en el diagrama en rojo) en los puntos de estancamiento en θ = 0 y θ = π a un mínimo de -3 (mostrado en azul) en los lados del cilindro, en θ = π2 y θ = 3π2. 
Del mismo modo, V varía de V = 0 en los puntos de estancamiento a V = 2U en los laterales, en la baja presión.

### Función de flujo
Siendo el flujo incompresible, se puede encontrar una función de corriente tal que
{\displaystyle \mathbf {V} =\nabla \psi \times \mathbf {k} }
De esta definición se deduce, utilizando  identidades vectoriales,
{\displaystyle \mathbf {V} \cdot \nabla {\psi }=0\,.}
Por tanto, un contorno de valor constante de ψ será también una línea de corriente, una línea tangente a V. Para el flujo más allá de un cilindro, encontramos:
{\displaystyle \psi =U\left(r-{\frac {R^{2}}{r}}\right)\sin \theta ,.}

## Interpretación física
La ecuación de Laplace es lineal, y es una de las ecuaciones diferenciales parcialess más elementales. Esta sencilla ecuación da la solución completa tanto para V como para p debido a la restricción de irrotacionalidad e incompresibilidad. Una vez obtenida la solución para V y p, se puede observar la consistencia del gradiente de presión con las aceleraciones.
La presión dinámica en el punto de estancamiento aguas arriba tiene un valor de 12ρU2. valor necesario para decelerar el flujo libre de velocidad U. Este mismo valor aparece en el punto de estancamiento aguas abajo, esta alta presión es de nuevo necesaria para desacelerar el flujo a velocidad cero. Esta simetría surge sólo porque el flujo es completamente sin fricción.
La baja presión en los lados del cilindro es necesaria para proporcionar la aceleración centrípeta del flujo:
{\displaystyle {\frac {\partial p}{\partial r}}={\frac {\rho V^{2}}{L}}\,,}
donde L es el radio de curvatura del flujo.[cita requerida] Pero L ≈ R, y V ≈ U. La integral de la ecuación de la aceleración centrípeta sobre una distancia Δr ≈ R dará por tanto
{\displaystyle p-p_{\infty }\approx -\rho U^{2}\,.}
La solución exacta tiene, para la presión más baja,
{\displaystyle p-p_{\infty }=-{\tfrac {3}{2}}\rho U^{2}\,.}
La baja presión, que debe estar presente para proporcionar la aceleración centrípeta, también aumentará la velocidad del flujo a medida que el fluido se desplaza de valores más altos a valores más bajos de presión. Así encontramos la velocidad máxima en el flujo, V = 2U, en la baja presión en los lados del cilindro.

## Comparación con el flujo de un fluido real a través de un cilindro
La simetría de esta solución ideal tiene un punto de estancamiento en la parte trasera del cilindro, así como en la parte delantera. La distribución de presiones en las caras anterior y posterior son idénticas, lo que da lugar a la peculiar propiedad de que la arrastre sobre el cilindro sea nula, propiedad conocida como Paradoja de D'Alembert. A diferencia de un fluido ideal no viscoso, un  flujo viscoso que pase por un cilindro, por pequeña que sea la viscosidad, adquirirá una fina capa límite adyacente a la superficie del cilindro. Se producirá la Separación de la capa límite, y existirá una estela de arrastre en el flujo detrás del cilindro. La presión en cada punto del lado de la estela del cilindro será menor que en el lado aguas arriba, lo que provocará una fuerza de arrastre en la dirección aguas abajo.
Un valor de V > U es consistente con la conservación del volumen del fluido. Con el cilindro bloqueando parte del flujo, V debe ser mayor que U en algún punto del plano que pasa por el centro del cilindro y es transversal al flujo.

## Expansión Janzen-Rayleigh
El problema del flujo potencial compresible sobre cilindro circular fue estudiado por primera vez por O. Janzen en 1913 y por Lord Rayleigh en 1916 con pequeños efectos compresibles. Aquí, el parámetro pequeño es el cuadrado del número de Mach {\displaystyle \mathrm {M} ^{2}=U^{2}/c^{2}\ll 1}, donde c es la velocidad del sonido. Entonces la solución a la aproximación de primer orden en términos del potencial de velocidad es
{\displaystyle \phi (r,\theta )=Ur\left(1+{\frac {a^{2}}{r^{2}}}\right)\cos \theta -\mathrm {M} ^{2}{\frac {Ur}{12}}\left[\left({\frac {13a^{2}}{r^{2}}}-{\frac {6a^{4}}{r^{4}}}+{\frac {a^{6}}{r^{6}}}\right)\cos \theta +\left({\frac {a^{4}}{r^{4}}}-{\frac {3a^{2}}{r^{2}}}\right)\cos 3\theta \right]+\mathrm {O} \left(\mathrm {M} ^{4}\right)\,}
donde {\displaystyle a} es el radio del cilindro.

## Flujo potencial sobre un cilindro circular con ligeras variaciones
El análisis de perturbaciones regulares para un flujo alrededor de un cilindro con ligeras perturbaciones en las configuraciones puede encontrarse en Milton Van Dyke (1975). En lo que sigue, ε representará un pequeño parámetro positivo y a es el radio del cilindro. Para análisis y discusiones más detalladas, se remite a los lectores al libro de Milton Van Dyke de 1975 Perturbation Methods in Fluid Mechanics.

### Cilindro ligeramente distorsionado
Aquí el radio del cilindro no es r = a, sino una forma ligeramente distorsionada r = a(1 - ε sin2 θ). Entonces la solución por aproximación de primer orden es
{\displaystyle \psi (r,\theta )=Ur\left(1-{\frac {a^{2}}{r^{2}}}\right)\sin \theta +\varepsilon {\frac {Ur}{2}}\left({\frac {3a^{2}}{r^{2}}}\sin \theta -{\frac {a^{4}}{r^{4}}}\sin 3\theta \right)+\mathrm {O} \left(\varepsilon ^{2}\right)}

### Círculo ligeramente pulsante
Aquí el radio del cilindro varía con el tiempo ligeramente así que r = a(1 + ε f(t)). Entonces la solución por aproximación de primer orden es
{\displaystyle \psi (r,\theta ,t)=Ur\left(1-{\frac {a^{2}}{r^{2}}}\right)\sin \theta +\varepsilon Ur\left({\frac {a^{2}}{Ur}}\theta f'(t)-{\frac {2a^{2}}{r^{2}}}f(t)\sin \theta \right)+\mathrm {O} \left(\varepsilon ^{2}\right)}

### Flujo con ligera vorticidad
En general, la velocidad de la corriente libre U es uniforme, en otras palabras ψ' = Uy, pero aquí se impone una pequeña vorticidad en el flujo exterior.

#### Cizallamiento lineal
Aquí se introduce un cizallamiento lineal en la velocidad.
{\displaystyle {\begin{aligned}\psi &=U\left(y+{\frac {1}{2}}\varepsilon {\frac {y^{2}}{a}}\right)\,,\\[3pt]\omega &=-\nabla ^{2}\psi =-\varepsilon {\frac {U}{a}}\quad {\text{as }}x\rightarrow -\infty \,,\end{aligned}}}
donde ε es el parámetro pequeño. La ecuación de gobierno es
{\displaystyle \nabla ^{2}\psi =-\omega (\psi )\,.}
Entonces la solución por aproximación de primer orden es
{\displaystyle \psi (r,\theta )=Ur\left(1-{\frac {a^{2}}{r^{2}}}\right)\sin \theta +\varepsilon {\frac {Ur}{4}}\left({\frac {r}{a}}(1-\cos 2\theta )+{\frac {a^{3}}{r^{3}}}\cos 2\theta -{\frac {a}{r}}\right)+\mathrm {O} \left(\varepsilon ^{2}\right)\,.}

#### Cizallamiento parabólico
Aquí se introduce una cizalla parabólica en la velocidad exterior.
{\displaystyle {\begin{aligned}\psi &=U\left(y+{\tfrac {1}{6}}\varepsilon {\frac {y^{3}}{a^{2}}}\right)\,,\\\omega &=-\nabla ^{2}\psi =-\varepsilon U{\frac {y}{a^{2}}}\quad {\text{as }}x\rightarrow -\infty \,.\end{aligned}}}
Entonces la solución a la aproximación de primer orden es
{\displaystyle \psi (r,\theta )=Ur\left(1-{\frac {a^{2}}{r^{2}}}\right)\sin \theta +\varepsilon {\frac {Ur}{6}}\left({\frac {r^{2}}{a^{2}}}\sin ^{2}\theta -3r\ln r\sin \theta +\chi \right)+\mathrm {O} \left(\varepsilon ^{2}\right)\,,}
donde χ es la solución homogénea de la ecuación de Laplace que restablece las condiciones de contorno.

### Cilindro ligeramente poroso
Sea Cps el coeficiente de presión superficial para un cilindro impermeable:
{\displaystyle C_{\mathrm {ps} }={\frac {p_{s}-p_{\infty }}{{\tfrac {1}{2}}\rho U^{2}}}=1-4\sin ^{2}\theta =2\cos 2\theta -1\,,}
donde ps es la presión superficial del cilindro impermeable. Sea ahora Cpi el coeficiente de presión interna dentro del cilindro, entonces una ligera velocidad normal debida a la ligera porosidad viene dada por
{\displaystyle {\frac {1}{r}}{\frac {\partial \psi }{\partial \theta }}=\varepsilon U\left(C_{\mathrm {pi} }-C_{\mathrm {ps} }\right)=\varepsilon U\left(C_{\mathrm {pi} }+1-2\cos 2\theta \right)\quad {\text{at }}r=a\,,}
pero la condición de flujo neto cero
{\displaystyle \int _{0}^{2\pi }{\frac {1}{r}}{\frac {\partial \psi }{\partial \theta }}\,\mathrm {d} \theta =0}
requiere que Cpi = -1. Por lo tanto,
{\displaystyle {\frac {\partial \psi }{\partial \theta }}=-2\varepsilon rU\cos 2\theta \quad {\text{at }}r=a\,.}
Entonces la solución a la aproximación de primer orden es
{\displaystyle \psi (r,\theta )=Ur\left(1-{\frac {a^{2}}{r^{2}}}\right)\sin \theta -\varepsilon U{\frac {a^{3}}{r^{2}}}\sin 2\theta +\mathrm {O} \left(\varepsilon ^{2}\right)\,.}

### Cuasi-cilindro corrugado
Si el cilindro tiene radio variable en la dirección axial, el eje z, {{math|r = a (1 + ε sen zb)}, entonces la solución a la aproximación de primer orden en términos del potencial de velocidad tridimensional es
{\displaystyle \phi (r,\theta ,z)=Ur\left(1+{\frac {a^{2}}{r^{2}}}\right)\cos \theta -2\varepsilon Ub{\frac {K_{1}\left({\frac {r}{b}}\right)}{K_{1}'\left({\frac {r}{b}}\right)}}\cos \theta \sin {\frac {z}{b}}+\mathrm {O} \left(\varepsilon ^{2}\right)\,,}
donde K1(rb)< es la  función de Bessel modificada de primer orden.